# Krće
Krće (cyr. Крће) – wieś w Serbii, w okręgu zlatiborskim, w gminie Sjenica. W 2011 roku liczyła 374 mieszkańców.